# Port Anson
Port Anson est un village situé dans la province de Terre-Neuve-et-Labrador, dans le centre-nord de Terre-Neuve.